# Braunkohlenquarzit

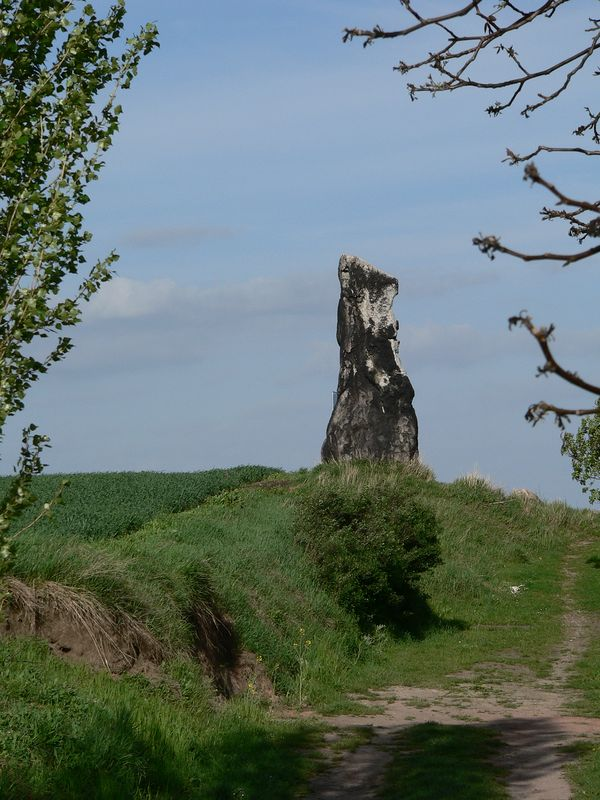
Menhir Steinerne Jungfrau bei Halle aus Braunkohlenquarzit

Braunkohlenquarzit ist ein Begriff aus dem Braunkohlebergbau. Es handelt sich dabei um die verkieselten, sandigen Lagen zwischen den Braunkohle-Flözen.

## Entstehung
Braunkohlenquarzit ist eine Unterform des Tertiärquarzites. Während der langsam fortschreitenden Inkohlung der Braunkohleflöze wird Kieselsäure freigesetzt, die durch Wasser in die darüber liegenden Sandlagen eingewaschen wird. Dort fällt diese wieder als Quarz aus, der langsam die Sandkörner bindet. Das dabei entstehende Gestein wird wegen seiner augenscheinlichen Ähnlichkeit zu metamorphem (echtem) Quarzit in der Bergmannssprache ebenfalls so benannt. Unter dem Polarisationsmikroskop sind jedoch deutliche Unterschiede zu erkennen. Während echter Quarzit aus durch Temperatur und Druck rekristallisierten Quarzen besteht, die verschiedene Verwachsungsstrukturen aufweisen, besteht der Braunkohlenquarzit lediglich aus sedimentären Quarzkörnern, die durch ausgefällten Quarz verklebt wurden.

## Verwendung und Bedeutung
Braunkohlenquarzit wurde in der älteren Vergangenheit wegen seiner großen Härte und Verwitterungsbeständigkeit als Baustoff für Kultstätten, Grabstätten und Menhire verwendet. Diese Stätten bestehen teilweise heute seit der Jungsteinzeit und sind lediglich vom Wetter grau gefärbt und leicht rund gewaschen.
Im Zuge des aktuell noch stattfindenden Braunkohlebergbaus ist der Braunkohlenquarzit eher ein Ärgernis. Das äußerst feste Material mit einer großen Abrasivität neigt dazu, die Abbaumaschinen zu beschädigen und ist vergleichsweise schwer zu entfernen.
Bei Bau des City-Tunnels in Leipzig waren Dekameter-große Einheiten aus Braunkohlenquarziten ebenfalls ein Ärgernis, das zu Beschädigung der Tunnelbohrmaschine und damit zu Verzögerung und Verteuerung des Baus führen konnte.